# Huang Wenpan
Huang Wenpan (黄文攀; Meishan, 22 agosto 1995 – 16 marzo 2018) è stato un nuotatore cinese, vincitore di cinque medaglie d'oro ed una d'argento ai Giochi paralimpici di Rio de Janeiro 2016.

## Biografia
È deceduto nel 2018 all'età di 22 anni a causa delle lesioni riportate in seguito ad un incidente automobilistico avvenuto sulla Wawushan Avenue nella contea di Hongya.

## Palmarès
- Giochi paralimpici

Rio de Janeiro 2016: oro nei 200m stile libero S3; oro nei 50m rana SB2: oro nei 150m individuale misto SM3, oro nei 50m stile libero S3; oro nella staffetta mista 4x50m stile libero: argento nei 50m rana S3;